# Twentysomething
Twentysomething es el tercer álbum de estudio del cantante y pianista de jazz británico Jamie Cullum. Se lanzó en el 2003 en el Reino Unido y en mayo de 2004 en Estados Unidos.
El primer sencillo del álbum fue "These Are the Days".

## Lista de canciones

### Versión del Reino Unido
1. "What a Difference a Day Made" (Stanley Adams, María Grever) - 5:10
2. "These Are the Days" (Ben Cullum) - 3:23
3. "Singing in the Rain" (Arthur Freed, Nació Herb Brown) - 4:10
4. "Twentysomething" (Jamie Cullum) - 3:41
5. "But for Now" (Bob Dorough) - 3:57
6. "Old Devil Moon" (Burton Lane, Yip Harburg) - 4:13
7. "I Could Have Danced All Night" (Alan Jay Lerner, Frederick Loewe) - 3:26
8. "Blame It on My Youth" (Oscar Levant, Edward Heyman) - 3:12
9. "I Get a Kick Out of You" (Cole Porter) - 4:11
10. "All at Sea" (Jamie Cullum) - 4:34
11. "Wind Cries Mary" (Jimi Hendrix) - 3:36
12. "Lover, You Should Have Come Over" (Jeff Buckley) - 4:50
13. "It's About Time" (Ben Cullum) - 4:10
14. "Next Year Baby" (Jamie Cullum) - 4:51
15. "Everlasting Love" [Special Edition Bonus Track]
16. "Frontin'" [Special Edition Bonus Track]
17. "Can't We Be Friends" [Special Edition Bonus Track]
18. "High & Dry (Live from the South Bank Show)" [Special Edition Bonus Track]

### Versión de Estados Unidos
1. "These Are the Days" (Ben Cullum) – 3:21
2. "Twentysomething" (Jamie Cullum) – 3:40
3. "Wind Cries Mary" (Jimi Hendrix) – 3:35
4. "All at Sea" (Jamie Cullum) – 4:33
5. "Lover, You Should've Come Over" (Jeff Buckley) – 4:48
6. "Singin' in the Rain" (Arthur Freed, Nació Herb Brown) – 4:07
7. "I Get a Kick Out of You" (Cole Porter) – 4:10
8. "Blame It on My Youth" (Oscar Levant, Edward Heyman) – 3:11
9. "High and Dry" (Radiohead) – 4:18
10. "It's About Time" (Ben Cullum) – 4:06
11. "But for Now" (Bob Dorough) – 3:55
12. "I Could Have Danced All Night" (Alan Jay Lerner, Frederick Loewe) – 3:24
13. "Next Year, Baby" (Jamie Cullum) – 4:48
14. "What a Diff'rence a Day Made" (Stanley Adams, María Grever) – 5:08
15. "Frontin'" (Pharrell Williams, Chad Hugo, arreglos de Jamie Cullum Trio) – 5:49

La versión estadounidense contiene "Frontin'" y "High and Dry". La versión británica contiene "Old Devil Moon". "Frontin'" es una grabación en directo hecha en el programa de BBC Radio 1 Live Lounge.